# Frederick Goodfellow
Frederick William Goodfellow (Cambridge, juli 1874 - Croydon, 22 november 1960) was een Brits sporter. 
Goodfellow  was lid van het team van de Londense politie die tijdens de Olympische Zomerspelen 1908 in eigen land de gouden medaille won bij het touwtrekken.
1900: Aabye, Schmidt, Winckler, Nilsson, Söderström, Staaf ·
1904: Olson, Johnson, Seiling, Magnusson, Flanagan ·
1908: Barrett, Goodfellow, Humphreys, Hirons, Ireton, Merriman, Mills, Shepherd ·
1912: Andersson, Bergman, Edman, Fredriksson, Gustafsson, Jonsson, Larsson, Lindström ·
1920: Canning, Holmes, Humphreys, Mills, Sewell, Shepherd, Stiff, Thorn